# Samora Machel
Samora Moisés Machel (Madragoa, després anomenada Chimbelene, província de Gaza, 9 de setembre de 1933 – 19 d'octubre de 1986) fou un polític de Moçambic, cap militar i polític del Frelimo i primer president del país.
Era de l'ètnia shangana. De jove va ajudar el seu pare, que era un ramader de mitjana importància, i va estudiar en una escola missionera i després a l'escola de Souguene, a la mateixa província de Gaza. No va completar l'educació secundària i va estudiar infermeria a Lourenço Marques (Maputo) després de 1954, on va treballar a l'hospital per pagar els estudis que feia de nit. Les terres de la seva comunitat a la regió del Limpopo foren expropiades a finals dels anys 50 i la seva família va haver d'anar a treballar a les mines de Sud-àfrica; un dels seus germans va morir en un accident a la mina. Ja en aquest temps havia estat guanyat per les idees marxistes i va desenvolupar activitats sindicals a l'hospital on treballava.
El 1962 es va unir al Frelimo quan es va formar i el 1963 va rebre entrenament militar i va dirigir el primer atac militar el 1964. El 1969 es va casar amb Josina Machel i va tenir un fill el mateix any. El 1969 ja era comandant en cap del Frelimo i era apreciat pels camperols moçambiquesos.
El 23 de febrer el president del partit, Eduardo Mondlane, fou assassinat, i a l'abril Machel va formar part d'un triumvirat que va dirigir l'organització, junt amb Uria Simango i Marcelino dos Santos. El novembre la situació es va aclarir i Machel esdevingué president del partit.

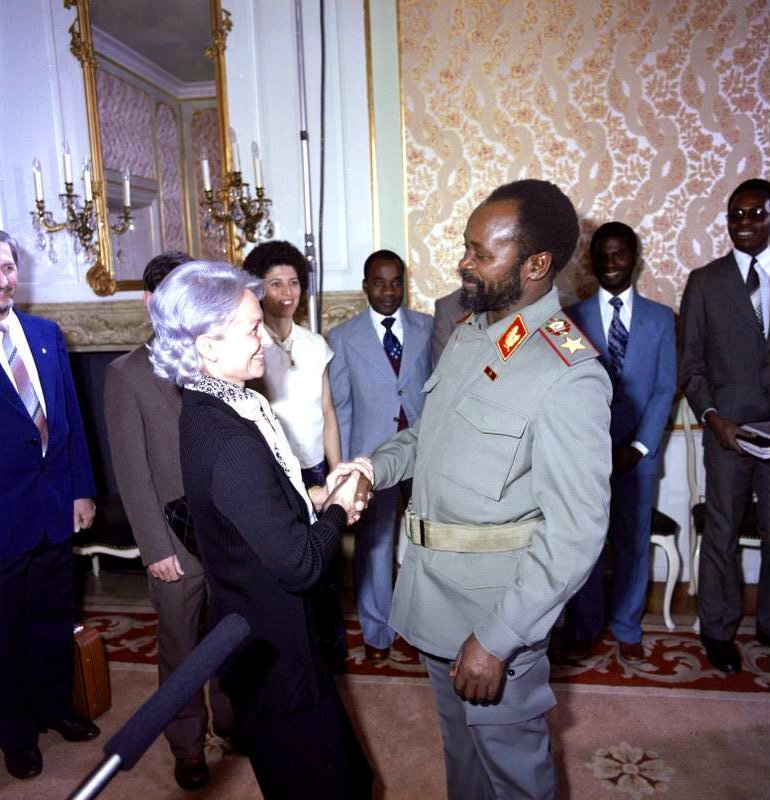
Samora Machel i Margot Honecker, a Berlin Oriental.

El 25 d'abril de 1974 el cop d'estat militar dels oficials portuguesos d'esquerres, va afavorir que el Frelimo acabés assolint el poder. La independència es va proclamar el 25 de juny de 1975 i Machel fou el primer president, amb Dos Santos com a vicepresident, i règim de partit únic. El 1975-76 va ser guardonat amb el Premi Lenin de la pau. Machel va proclamar els principis marxistes, va nacionalitzar les plantacions i propietats portugueses, i va crear escoles i hospitals per a camperols. Va combatre els règims blancs de Rhodèsia i Sud-àfrica i va estar aliat al bloc soviètic. El 1977 es van produir les primeres accions armades de l'oposició (anomenada Renamo), ajudada pels rhodesians i després del 1980 pels sud-africans, que van destruir les escoles i hospitals i van sabotejar les infraestructures. El 1984 va signar l'acord de Nkomati amb Sud-àfrica, que no es va arribar a complir, segons el qual Moçambic expulsaria els membres del Congrés Nacional Africà, i Sud-àfrica deixaria d'ajudar la Renamo.
El 19 d'octubre de 1986, quan viatjava amb l'avió presidencial, un Tupolev Tu-134, cap a Lusaka per assistir a una reunió internacional, l'aparell es va estavellar a les muntanyes Lebombo, a la frontera entre Moçambic, Sud-àfrica i Swazilàndia. Machel va morir junt amb altres alts càrrecs. La comissió d'investigació va atribuir el fet a un error humà del pilot, però els soviètics van acusar el règim sud-africà. La seva segona dona, Graça Machel, es va casar després del final de l'apartheid, amb el primer president negre de Sud-àfrica, Nelson Mandela. Al lloc de l'accident es va inaugurar un monument commemoratiu el 19 de gener de 1999.